# El Loco Hugo
El Loco Hugo es un personaje de ficción y uno de los protagonistas de la serie de televisión venezolana Bienvenidos. Fue interpretado por Koke Corona durante casi 20 años y se trata de un hombre exhibicionista de mediana edad que padece de demencia con una personalidad extrovertida, alocada, pervertida y un poco siniestra, que a veces lo hace reflejar como un antagonista o una persona desinteresada por los demás, aunque también se le ha visto como una persona de buen corazón.

## Historia
El Loco Hugo hizo su debut en Bienvenidos siendo internado en un hospital psiquiátrico en donde, a diferencia de los demás pacientes, él la pasaba muy bien allí fingiendo que vendía helados, expresando opiniones políticas y asustando a su doctora con exhibirse desnudo. Posteriormente él se escapa de dicho lugar y comienza a vivir en Caracas, donde busca a chicas jóvenes para que se casen con él, aunque estas siempre lo rechazan.
A lo largo de la serie tuvo diferentes empleos como oficinista, carnicero, pianista y doctor, siendo despido en estos casos por dormir con la esposa de jefe, quedarse dormido sobre la rebanadora de carne, tocar hermosas melodías aunque anunciaba los poco ortodoxos títulos de las mismas y ser pervertido, respectivamente.

## Vestuario
Es un hombre pálido con grandes ojeras, muy velludo, con el cabello erizado, bigote y enormes cejas. A la largo de la serie solo se le ha visto utilizar dos atuendos: 
- El primero (y más usado por el personaje) es una camisa de mangas largas de color celeste con una corbata colorida, sin pantalones ni ropa interior debajo, junto con una gabardina de color azul marino con bordes marrón en las mangas y cuello, el cual la abre para asustar a las mujeres cuando lo rechazan. También utiliza medias deportivas que le llegan hasta las rodillas y zapatos marrones o negros.

- En algunos episodios de finales de la década de 1980 se le vio utilizar su misma camisa y corbata, pero con unos pantalones de tirantes con estampados de rayas, y sin utilizar su icónica gabardina azul.

Es de hacer notar que en el programa de concursos La guerra de los sexos se le vio utilizar un overol azul para las gymkhanas de La Cámara de la Tortura y El Suplicio de la Tabla de Surf, además de utilizar un delantal en el juego de Los Chismosos.